# Microtransactie
Microtransactie is een term die micropayments in computerspellen omschrijft. Met microtransacties kan de speler voor relatief kleine bedragen virtuele goederen aanschaffen. Microtransacties zijn zeer populair bij mobieletelefoon-spellen waar, in 2017, 43% van de totale omzet afkomstig was van de betalingen. Sinds medio jaren 10 is het gebruik van microtransacties ook populair geworden bij pc en console-spellen, gefaciliteerd door platforms als Steam, PlayStation Network en de Xbox Live Marketplace.
Spellen die gratis beschikbaar zijn, maar wel gebruik maken van microtransacties worden ook wel freemium-spellen genoemd. Als microtransacties spelers een competitief voordeel kunnen geven, worden die spellen vaak pejoratief pay-to-win (betaal om te winnen) genoemd.

## Loot boxes
Loot boxes zijn een bekende vorm van microtransactie waar de speler niet direct iets functioneels krijgt, maar bij opening van een kist willekeurig een selectie aan buit (virtuele objecten) krijgt. Het eerste bekende Westerse spel dat gebruik maakte van loot boxes was Team Fortress 2. In deze boxes waren enkel cosmetische toevoegingen te vinden. In het voetbalspel UEFA Champions League 2006-2007 van Electronic Arts verbeterde de willekeurige buit daadwerkelijk de prestaties in het spel. Sindsdien is dit systeem in bijna alle sportspellen van EA gebruikt, waaronder FIFA en Madden NFL. Vanwege de hoge opbrengsten die loot boxes in spellen als Counter-Strike: Global Offensive en Overwatch brachten, voegden veel spellen uit bestaande series rond 2016 en 2017 ook voor het eerst loot boxes toe, waaronder Call of Duty: WWII, Halo 5: Guardians, Middle-earth: Shadow of War, Gears of War 4 en Forza Motorsport 7.